# Sotenäs härad
Sotenäs härad var ett härad i mellersta Bohuslän inom nuvarande Sotenäs kommun och Munkedals kommun. Tingsställe var före 1732 gårdarna Broberg och Mellby i Bro socken i Stångenäs härad, därefter Kviström (Kvistrum) i Foss socken i Tunge härad.

## Vapnet

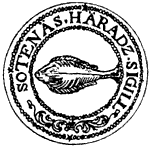
Sotenäs härads sigill

Häradsvapnet är ett sigill från år 1746, och utgör förebild för Sotenäs kommuns vapen.

## Namnet
Bygdenamnet skrevs Sótanes på flera ställen i de isländska sagorna. 1317 skrevs namnet j Sotanese. Från början avsåg namnet det näs som skjuter ut i Sotefjorden, för att under medeltiden börja beteckna hela skeppsredan. Näset anses namngett efter fjorden, i dagligt tal kallat Soten. Sota- är genitiv av fjordens fornvästnordiska namn Soti.
Namnet är svårtolkat. Det finns många exempel på namn med förleden Sot(a)- och Sote-. Vissa av dessa innehåller mansnamnet Sote, den mörkhyade. Men denna förklaring har helt avfärdats här. Andra innehåller sot i betydelsen "svart, mörk". Flera forskare har framhållit detta som en tänkbar förklaring, utan att ha kunnat precisera vad i bygden som skulle kunna betecknas så.
Den förklaring som hålls för troligast är att Sota- utgår från stammen suht som är besläktad med verbet suga. Detta syftar i så fall på det starka baksug som uppstår då brottsjöarna viker tillbaka, vilket är karakteristiskt för Sotefjorden. Detta kan jämföras med det norska sog som står för "ström i älv, sugning" med mera. Det kan också jämföras med det fornisländska sog som står för "sjöns tillbakagående rörelse i bränningarna".

## Socknar
I Sotenäs kommun
- Askum
- Kungshamn med Smögens landskommun/församling utbrutna 1924
- Tossene
- Malmön

I Munkedals kommun
- Bärfendal

## Geografi
Häradet omfattade Sotenäset mellan Åbyfjorden och Bottnefjorden. Det består av kala eller glest bevuxna bergshöjder med djupa dalsänkor med jordbrukslandskap. Skärgården består av en mängd öar, kobbar och skär.
Enda sätesgård var Åby säteri i Tossene socken.
Gästgiverier fanns i Valla, Hunnebostrand och Röd, alla i Tossene socken.

## Län, fögderier, domsagor, tingslag och tingsrätter
Häradet hör sedan 1998 till Västra Götalands län, innan dess från 1680 till Göteborgs och Bohus län, före 1700 benämnd Bohus län. Kyrkligt tillhör församlingarna Göteborgs stift
Häradets socknar hörde till följande fögderier:
- 1686-1966 Sunnervikens fögderi
- 1967-1990 Munkedals fögderi

Häradets socknar tillhörde följande domsagor, tingslag och tingsrätter:
- 1681-1682 Sotenäs tingslag i Lane, Stångenäs, Sotenäs, Tunge, Sörbygdens, Bullarens, Kville, Tanum och Vette härader
- 1683-1698 Tunge, Sörbygden och Sotenäs tingslag i Tunge, Sörbygdens, Sotenäs, Bullaren, Kville, Tanum och Vette häraders domsaga
- 1698-1732 Stångenäs och Sotenäs tingslag i Lane, Stångenäs, Sörbygdens, Tunge och Sotenäs häraders domsaga
- 1732-1916 Tunge, Stångenäs, Sörbygdens och Sotenäs tingslag i Lane, Stångenäs, Sörbygdens, Tunge och Sotenäs häraders domsaga, från mitten av 1800-talet kallad Sunnervikens domsaga
- 1917-1970 Sunnervikens tingslag i Sunnervikens domsaga

- 1971- Uddevalla tingsrätt med dess domsaga